# 美林证券
美林证券（英語：Merrill Lynch）是世界最大的证券零售商和投资银行之一，总部位於美国纽约市。目前，美林集团在世界超過40個國家經營，为个人、机构投资者和政府客户提供多元化的金融服务：除了传统的投资银行和经纪业务外，还包括共同基金、保险、信托、年金和清算服务。作為世界的最大的金融管理諮詢公司之一，它在財務世界裡佔有一席之地。2008年9月14日，美国银行与美林达成协议，以382.5亿美元收购后者。2013年10月1日，美国银行正式解散美林，但仍繼續使用其商標名稱。
美銀美林（BAC-US）於2019年2月表示，將從其部分業務中刪除「美林 Merrill Lynch」的名稱，逐步淘汰華爾街歷史悠久的品牌。美國銀行投資銀行和資本市場業務，將放棄擁有 104 年歷史的名稱，更換為「美國銀行證券」，其財富管理業務將統稱為「Merrill」，而沒有「Lynch」。個別單位，如「美林財富管理」、「美林邊緣」和「美林指導投資」將保留其名稱。

## 歷史
美林集团前身创办于1885年，1914年1月7日查尔斯·E·美林在纽约市华尔街7號開始了他的事業。幾個月後，美瑞爾的朋友，埃德蒙·C·林奇加入公司，因此公司改名为美林证券。1920年代，美林集团紐約辦公室坐落於百老匯120號，並且它在底特律、芝加哥、丹佛、洛杉矶和都柏林都有辦公室。美林成立初期，也是一家仅仅专注于投资银行业务的证券公司，1960年代开始转型成为一家以经纪业务为主的证券公司，成为全美经纪人最多的证券公司。在1970年代，美林也开始涉足资产管理和投资领域。美林集团1976年在纽交所上市，1980年代美林花重金挖来大批研究员和投资银行业务人员，使得美林的购并和研究业务蒸蒸日上，在业内享有盛誉。1997年11月24日，美林投资管理公司（MLIM）以53亿美元收购英国水星資產管理公司，使美林投资管理（MLIM）成为全球最大资产管理机构之一。2006年9月26日，美林投资管理公司（MLIM）与著名的貝萊德合并，不再作为一个单独业务单元存续，在合并前美林投资管理公司（MLIM）管理资产规模将近6000亿美元（见附录），而目前貝萊德管理的资产规模超过1万亿美元。目前美林集团的业务包括：证券经纪、交易及承销，投资银行、资产管理、私营企业股权投资及保险承销。
美林證券以美國1973年到2004年的30年歷史數據進行統計分析，於2004年發表了「投資時鐘（The Investment Clock）」資產配置理論。根據美林投資時鐘，景氣循環可分為復甦、過熱、滯漲和衰退4大經濟週期，而每個時期都有其對應的最佳資產配置。
2008年9月14日美國金融海嘯風暴被美國銀行以382.5億美元併購，從此世界最大之券商步入歷史。
2009年1月1日美國銀行併購美林证券完成。

### 分析師利益冲突案例
在2002年5月與紐約州檢察長的艾略特·斯皮策以徵收一筆1億美元罰款、以及同意切斷所有在分析員的薪水和投資銀行業務收支之間的連結為和解。該和解是與產權分析員Henry Blodget不道德的商業行為有關。在2002年12月，美林判付另外1億美元罰款。
2005年2月，全国证券交易商协会（NASD）的仲裁委員會命令美林證券支付1百萬美元給Gary與Lisa Friedman，基於他們的索賠；因為美林證券隱瞞利益衝突並發布欺騙分析報告與評級以促進公司的投資銀行業務收支。

## 管理階層
位階:名稱，年紀，薪資（美金）
- CEO: John Thain, 52
- CAO: Ahmass Fakahany
- CFO: Jeffrey N. (Jeff) Edwards

## 子公司
- Merrill Lynch Europe PLC,很快就被合併至美林证券
- Merrill Lynch, Pierce, Fenner & Smith Incorporated（PFS）
- Merrill Lynch International（MLI）
- Merrill Lynch Government Securities, Inc（GSI）
- Merrill Lynch Japan（MLJ），很快就被合併至美林证券
- Merrill Lynch Canada（MLC），很快就被合併至美林证券

### 法律連結
- SPITZER, MERRILL LYNCH REACH UNPRECEDENTED AGREEMENT TO REFORM ... - May 21, 2002

## 外部連結
- 美林证券（页面存档备份，存于）